# Cleópatra (telenovela)
Cleópatra foi uma telenovela brasileira produzida e exibida pela extinta Rede Tupi em 1962. Foi escrita por Walter George Durst e em seu elenco atuou Tarcísio Meira A atriz que interpretou a personagem Cleópatra se chama Dalva Deliberador Barretto, na época não tinha o sobrenome Barretto pois era solteira. Também atuou em outras novelas e séries dos anos 60 como O Vigilante Rodoviário junto de Fúlvio Stefanini em 1961 Episódio: Zuni, O Potrinho, TV em Família dirigida por Manoel Carlos na TV Excelsior em 1961. Outros atores que também participaram da telenovela Cleópatra como Claudio Marzo e Lima Duarte que interpretou Júlio Cesar.